# Lieftinckia lairdi
Lieftinckia lairdi – gatunek ważki z rodziny pióronogowatych (Platycnemididae). Endemit wyspy Guadalcanal w archipelagu Wysp Salomona.